# GPHPEdit
gPHPedit è un piccolo editor di testo compatibile con UTF-8 per l'ambiente desktop GNOME, costruito sul framework Scintilla. È stato originariamente scritto da Andy Jeffries, ed è attualmente mantenuto da Anoop John. È simile a gedit con la differenza che è stato progettato per l'edit di PHP e HTML. La versione attuale è 0.9.98. Si tratta di software libero distribuito sotto i termini della licenza GNU General Public License (GPL).

## Caratteristiche

### Evidenziazione della sintassi
gPHPEdit riconosce le sintassi dei seguenti linguaggi e ne evidenzia i costrutti:
- PHP: riconosce tutte le funzioni PHP fino alla versione 4.3.0.
- CSS
- SQL (beta)

### Assistenza alla programmazione

#### Lista a tendina delle funzioni
Quando inizi a digitare i primi caratteri di una funzione PHP, gPHPEdit mostra una tendina con la lista di tutte le funzioni corrispondenti.

#### Popup con elenco parametri funzioni
Dopo aver digitato il nome di una funzione PHP e la parentesi di apertura "(" si aprirà una finestra popup che ricorda, ordinatamente, i parametri da inserire.

#### Visualizzatore classi/funzioni
Se il file aperto è nella stessa posizione di altri file PHP, gPHPEdit li esaminerà e visualizzerà un elenco di tutte le funzioni e delle classi dichiarate negli altri file PHP. Questa funzione può essere attivata o disattivata dall'utente.

### Controllo lint
Se il binario da linea di comando è installato, gPHPEdit lo userà per eseguire un controllo lint sul codice. Se lint trova un problema, la linea corrispondente risulterà sottolineata con una linea rossa ondulata (come quella del controllo ortografico di Microsoft Word).

### Guida integrata

#### Sensibilità al contesto
Selezionando la funzione PHP che si vuole esaminare e premendo F1, si aprirà la documentazione in un nuovo tab dentro gPHPEdit (purché la documentazione e il componente gtkhtml2 siano installati).

#### Avvio veloce
Siccome la documentazione è parte integrante di gPHPEdit, le pagine di aiuto si caricano quasi immediatamente dopo la pressione del tasto F1.

## Porting / testing
La versione 0.9.91 è nel repository "stable" di Debian grazie a Lior Kaplan.
gPHPEdit è disponibile come binario stabile di Gentoo.
Esiste anche una versione per FreeBSD sebbene essa non sia supportata ufficialmente da gPHPEdit.org.